# Qinhuangdao
Qinhuangdao (chineză: 秦皇島市 / 秦皇岛市) este un oraș din provincia Hebei, China de Nord, cu o populație de 2,8 milioane de locuitori (în 2006).